# Le Prêcheur
Le Prêcheur is een gemeente in Martinique en telde 1.203 inwoners in 2019. De oppervlakte bedraagt 29,92 km². Het ligt op de noordwestpunt van het eiland, en ongeveer 28 km ten noordwesten van de hoofdstad Fort-de-France.

## Overzicht
Le Prêcheur is vernoemd naar een rots die leek op een priester in een preekstoel. De rots is door de uitbarsting van Mont Pelée in 1902 onder water komen te staan.
In de jaren 1640 werd de parochie gesticht en in 1644 werd een kerk gebouwd. De inheemse Cariben werd uit het gebied verdreven en suikerrietplantages werden gesticht. In 1658 werd een suikerfabriek gebouwd op de plantage Habitation Céron. In 1902 werd Le Prêcheur getroffen door de uitbarsting van Mont Pelée. De kerktoren was een van de weinige gebouwen die gespaard was gebleven. In de jaren 1920 begon de herbouw van het dorp. De economie is voornamelijk gebaseerd op landbouw en visserij.
Geregeld komen er lahars voor, zo ook op 21 augustus 2009 en 17 mei 2010.

## Anse Couleuvre
Anse Couleuvre is een afgelegen zwartzandstrand. Het is te bereiken via een ondiepe rivertje en een smal wandelpad door het tropisch regenwoud. Het strand is omringd door hoge klippen. Het strand is populair bij surfers. Vanaf het strand is er een wandelpad naar Grand'Rivière, de meest noordelijke plaats die vanaf de oostkant niet per weg te bereiken is. Bij goed weer is het eiland Dominica te zien.
Sinds 2014 is de kust van Le Prêcheur over een lengte van 12 km beschermd als Marine du Prêcheur - Albert Falco vanwege de koraalriffen en variëteit aan vissoorten.

## Rocher de la Perle
Rocher de la Perle of Îlet la Perle is een rotspunt dat zich 2.800 meter uit de kust van Le Prêcheur bevindt. Het rotspuntje is 0,32 hectare groot en wordt door vele vogels bezocht. Rocher de la Perle wordt bezocht door duikers vanwege de grote diversiteit aan vissoorten rond het eilandje. Ook dolfijnen en schildpadden komen veel voor in het gebied. Het is onderdeel van het beschermd natuurgebied Marine du Prêcheur - Albert Falco.

## Galerij

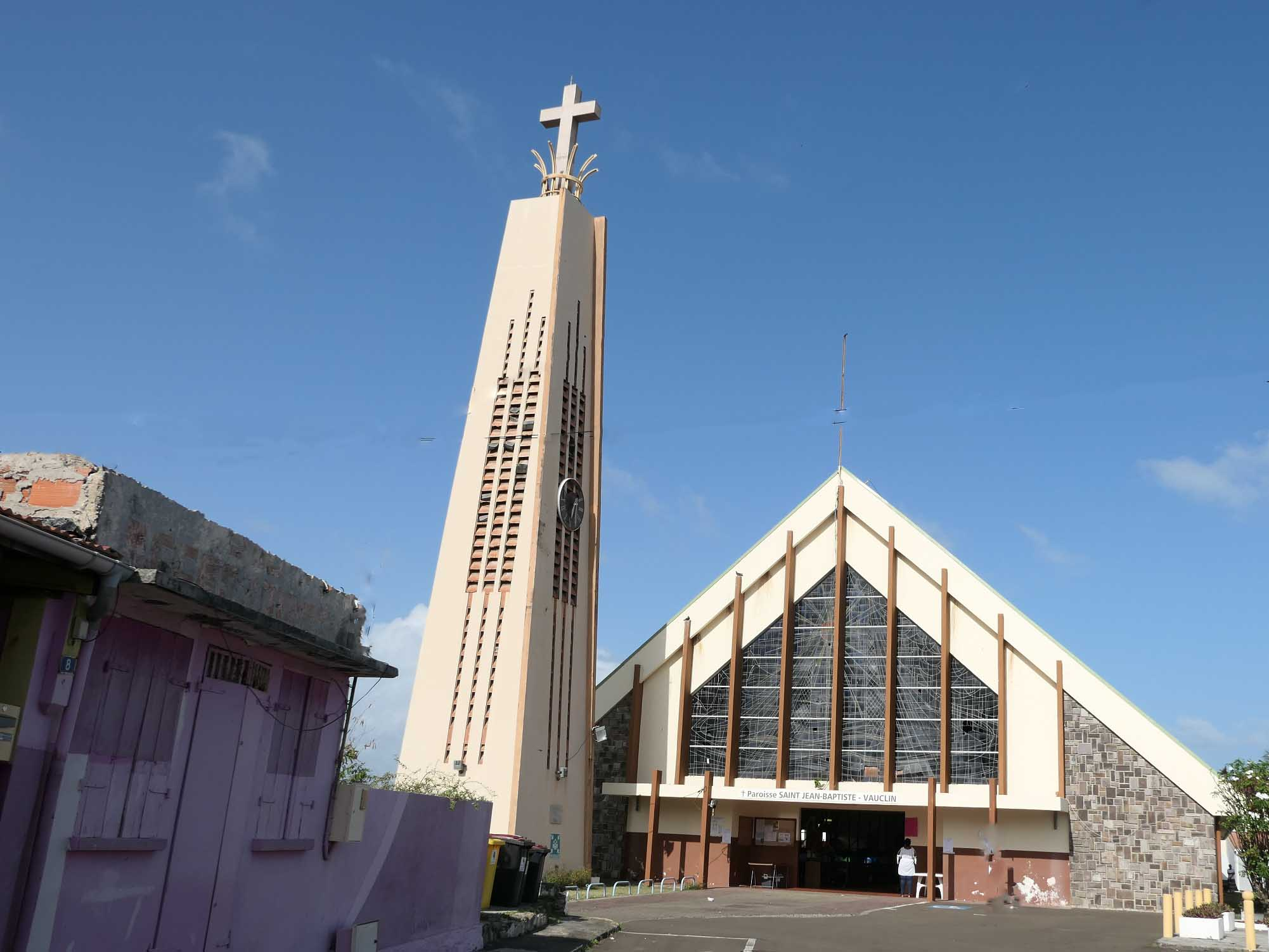
Sint Jozefkerk
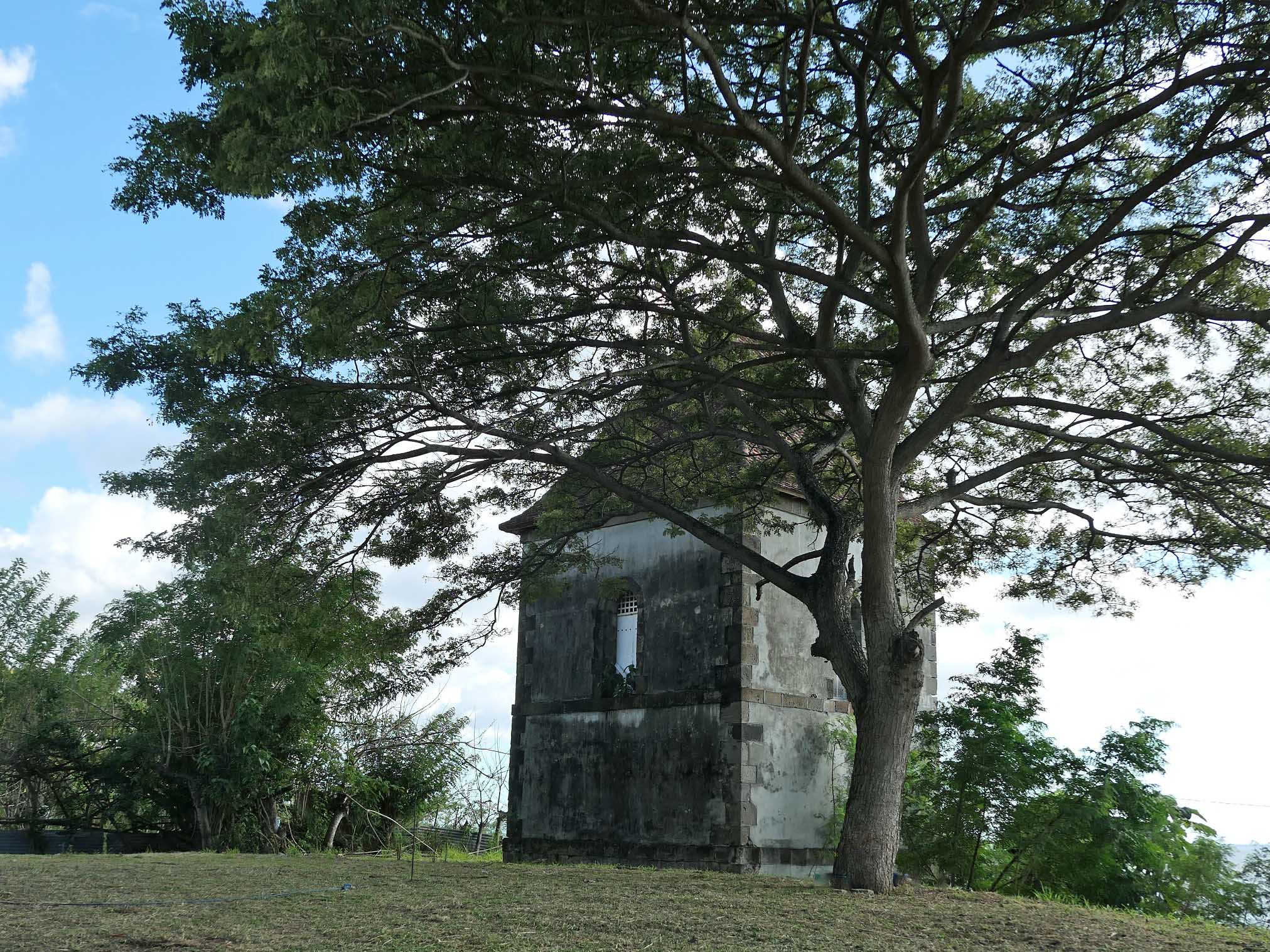
De kerktoren
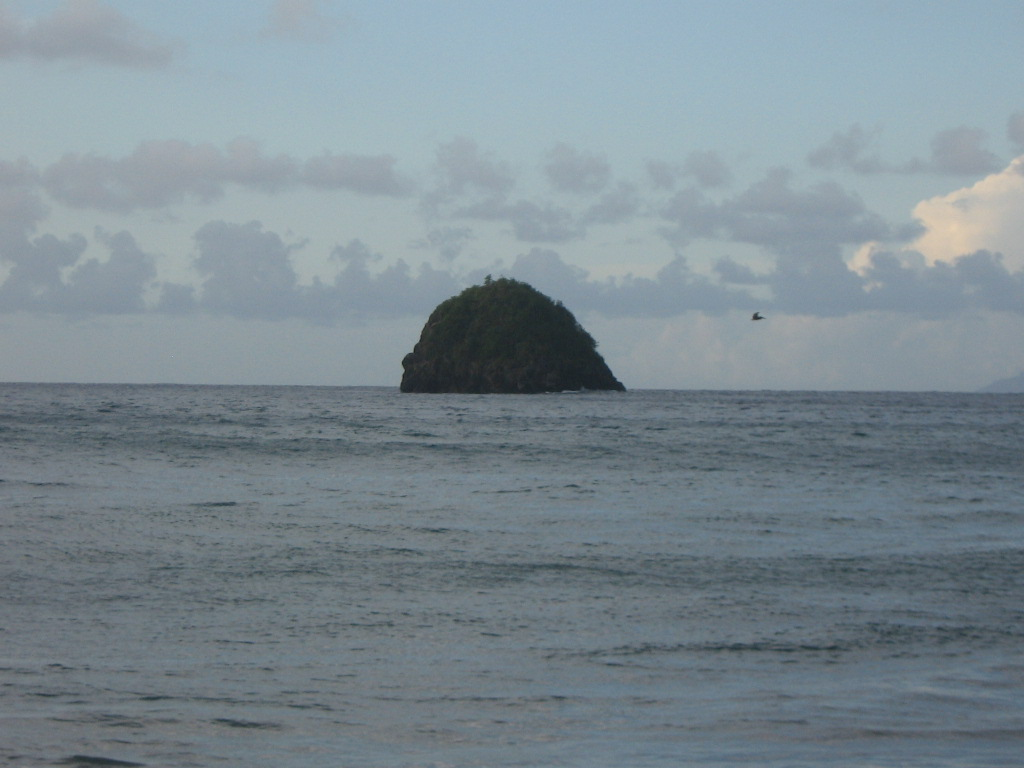
Rocher de la Perle
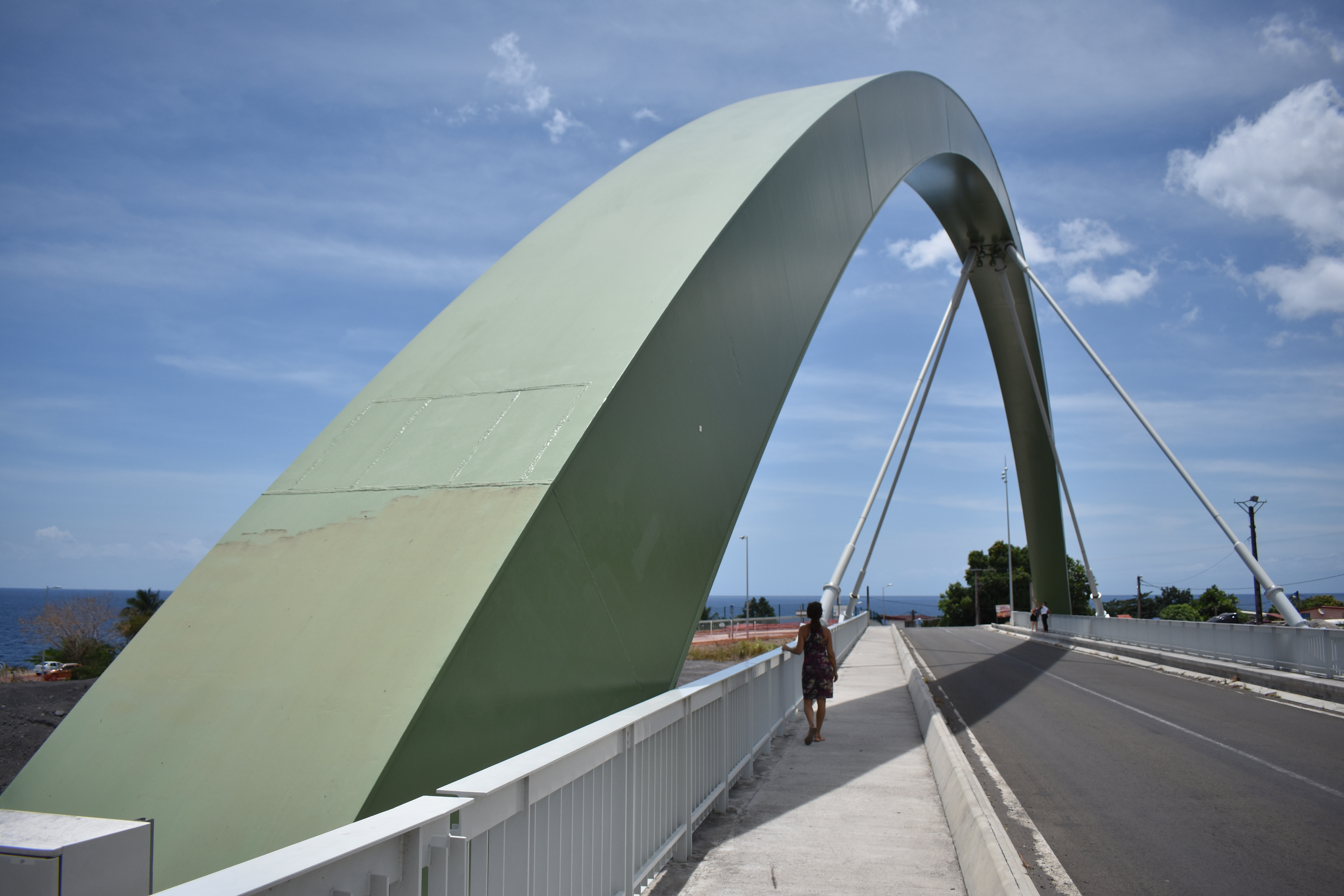
Brug bij Le Prêcheur

- Bibliothèque nationale de France: cb121991060 (data)
- Library of Congress Control Number: n91052750
- Nationale Bibliotheek van Israël: 987007565229805171
- Virtual International Authority File: 151407702

L'Ajoupa-Bouillon · Les Anses-d'Arlet · 
Basse-Pointe · Bellefontaine · 
Le Carbet · Case-Pilote · 
Le Diamant · Ducos · 
Fonds-Saint-Denis · Fort-de-France · Le François · 
Grand'Rivière · Le Gros-Morne · 
Le Lamentin · Le Lorrain · 
Macouba · Le Marigot · Le Marin · Le Morne-Rouge · Le Morne-Vert · 
Le Prêcheur · 
Rivière-Pilote · Rivière-Salée · Le Robert · 
Saint-Esprit · Saint-Joseph · Saint-Pierre · Sainte-Anne · Sainte-Luce · Sainte-Marie · Schœlcher · 
La Trinité · Les Trois-Îlets · 
Le Vauclin